# Puchuncaví
Puchuncaví (del mapudungún: puchün cahuin ‘reuniones (fiestas) en exceso’) es una comuna de la provincia y región de Valparaíso, en la zona central de Chile.

## Historia
La historia de Puchuncaví y sus alrededores se remonta a mucho más de 500 años, por lo que es una de las localidades más antiguas de Chile. De hecho hay ocupación humana en la zona desde la última glaciación. Han existido sucesivos grupos humanos que han ocupado la zona.
La tradición Bato estuvo presente entre el 860 a. C. y el 800 d. C. en toda la zona costera (desde la desembocadura del río Petorca al Maipo) y por el valle Central hasta el Cachapoal. Sus sitios litorales se concentran al norte de Valparaíso. La cultura Llolleo y la Aconcagua la siguieron en la zona.
El nombre contemporáneo de Puchuncaví deriva del mapudungun “Puchuncahuin” que significa donde abundan las fiestas, o, según algunos, restos de fiestas o fin de fiestas.
No hay fechas precisas con relación al origen de Puchuncaví y se presume que al arribo de los españoles ya existía el villorrio de este nombre; era uno de los terminales del famoso Camino del Inca, sendero de piedra de una vara y medio de ancho que unía la zona central de Chile con el Cusco, capital del Imperio incaico.
En esta localidad residía un curaca o representante directo del inca, encargado de recolectar los tributos, cosechas, etc., e imponer la autoridad imperial sobre los aborígenes de la región.
A la llegada de los españoles, el conquistador Pedro de Valdivia entregó el valle de Puchuncaví a uno de sus soldados, el italiano Vicenzo del Monte, natural de Milán y sobrino del papa Julio II.
Sus descendientes subdividieron las tierras entre sus herederos, y a fines del siglo XVII eran varios los propietarios principales. El 8 de diciembre de 1691 fue creada la parroquia de Puchuncaví, por el capellán de guerra en la independencia de Chile, presbítero Juan Manuel Benavides y Mujica, según consta en los archivos parroquiales.
El 6 de marzo de 1875 fue declarada villa y luego, a partir de 1883, fue en varias oportunidades cabecera de provincia. En 1894 se formó la primera comuna, llamada Quintero-Puchuncaví, integrada por vecinos de ambas localidades. En 1925 se creó la comuna de Puchuncaví, de común acuerdo con Quintero.

Puchuncaví.-—Villa del departamento de Quillota situada por los 32° 41' Lat. y 71° 26' Lon. y á unos 30 kilómetros hacia el NO. de su capital; deja á 10 kilómetros un tanto al SO. al puerto de Quintero y seis ó siete al O. á la bahía de Horcón, con la cual se comunica por un camino carretero, como igualmente con la caleta de Maintencillo próxima hacía el N. Está asentada en terreno desigual á 117 metros de altitud y rodeada de estrechos vallejos fértiles, pasando por ella una pequeña corriente de agua que va á morir al O. en la laguna de Campiche. Contiene iglesia parroquial antigua, escuela gratuita para niños y niñas, oficinas de correo y registro civil, y 1,485 habitantes. Su asiento estuvo primitivamente ocupado por antiguos indios peruanos; pasó después á ser una reduoción y en el último tercio del siglo pasado, centro parroquial. Por decreto de 6 de abril de 1875 se le confirió el título de villa. Diccionario Geográfico de la República de Chile : 577 .

El presidente Carlos Ibáñez del Campo dictó en 1929 un decreto anexando las comunas de bajo presupuesto, y la de Puchuncaví fue eliminada pasando a depender de Quintero por un largo periodo.
El geógrafo Luis Risopatrón lo describe a Puchuncaví en su libro Diccionario Jeográfico de Chile en el año 1924: : 702 

Puchuncaví (Villa). 32° 44' 71° 26' Se estiende en calles irregulares. cuenta con servicio de correos, telégrafos, rejistro civil i escuelas públicas i se encuentra asentada en terreno desigual, de formación de lignita, a 117 m de altitud, rodeada de estrechos vallejos fértiles, a corta distancia al NE de la laguna de Campiche, al NE del caserío de Quintero; su asiento estuvo primitivamente ocupado por antiguos indios peruanos. Se le confirió el título de villa por decreto de 6 de abril de 1875.

Finalmente, en 1943 Quintero decidió hacer realidad la separación de ambas ciudades. Después de una serie de reuniones con vecinos y autoridades, el 13 de septiembre de 1944, el presidente Juan Antonio Ríos dictó el Decreto Ley N.º 7.866 creando la comuna de Puchuncaví con ocho distritos: Placilla de Puchuncaví, La Laguna, La Canela, San Antonio, Pucalán, Melosillas, Los Maitenes, Campiche, La Greda, Las Ventanas, La Chocota y Horcón. El primer alcalde fue Juan José Mena Salinas.
En 1975, con la creación de la provincia de Quillota y reestructuración de la de Valparaíso, Puchuncaví pasó a formar parte de esta última.
En Puchuncaví funcionó, desde 1971, el balneario popular “Melinka” (no debe confundirse con el pueblo del mismo nombre ubicado en Aysén). En cumplimiento de la medida 29 del programa de la Unidad popular, durante el gobierno de Salvador Allende 16 balnearios populares fueron construidos en las mejores playas de Chile, a fin de asegurar el derecho de los trabajadores y sus familias al descanso y la recreación. 
Durante la dictadura de Augusto Pinochet, el balneario popular "Melinka" dependía de la Secretaría Nacional de Detenidos (SENDET) del Ministerio del Interior, y era administrado por la Armada de Chile. 
A inicios de 2018, los terrenos donde se ubicaba el campo de prisioneros, anteriormente balneario popular, fueron declarados Monumento histórico por el Consejo nacional de monumentos, en tanto sitio de memoria y de derechos humanos.

## Medio ambiente

### Geomorfología y componentes abióticos

Trazado simplificado de los ecosistemas y cuerpos de agua presentes en la comuna de Puchuncaví.

La comuna de Puchuncaví se encuentra emplazada en las unidades geomorfológicas de Planicie marina o fluviomarina, Cordones transversales y Llanos de sedimentación fluvial o aluvional; y presenta según la clasificación climática de Köppen clima mediterráneo de lluvia invernal (Csb), clima mediterráneo de lluvia invernal de altura (Csb (h)) y clima mediterráneo de lluvia invernal e influencia costera (Csb (i)). Esta además se halla entre las cuencas hidrográficas de Costeras del río La Ligua y río Aconcagua y río Aconcagua. Además, la comuna posee diversos cuerpos de agua, entre los que se destacan el estero Puchuncaví.

### Componentes bióticos
Dentro del territorio de la comuna se pueden hallar los siguientes ecosistemas:
- Bosque esclerófilo mediterráneo costero donde predominan Cryptocarya alba y Peumus boldus (Vulnerable)
- Bosque esclerófilo mediterráneo costero donde predominan Lithrea caustica y Cryptocarya alba (Casi amenazado)
- Matorral arborescente esclerófilo mediterráneo costero donde predominan Peumus boldus y Schinus latifolius (Preocupación menor)

### Medidas de protección ambiental
Hasta 2022, la comuna de Puchuncaví cuenta con las siguientes zonas que poseen algún nivel de protección ambiental:
- Acantilados Quebrada Quirilluca (Sitios ERB)[13]
- Cuesta el Melón - Altos de Pucalán - La Canela (Sitios ERB)[14]
- Estero Catapilco (Sitios ERB)[15]
- Humedal Humedales de Quirilluca (Humedal urbano)[16]
- Humedal Laguna y estero Catapilco (Humedal urbano)[17]
- Humedal Los Maitenes - Campiche (Humedal urbano)[18]

### Conflictos socioambientales
En el cordón industrial de las Comunas de Quintero y Puchuncaví, existen alrededor de 20 empresas, de las cuales 16 son de alto riesgo para la salud de las comunidades.
Las problemáticas Ambientales en estas comunas son El Cambio Climático, Perdidas de la Biodiversidad, la contaminación de Aire , Agua, Suelo.

## Demografía

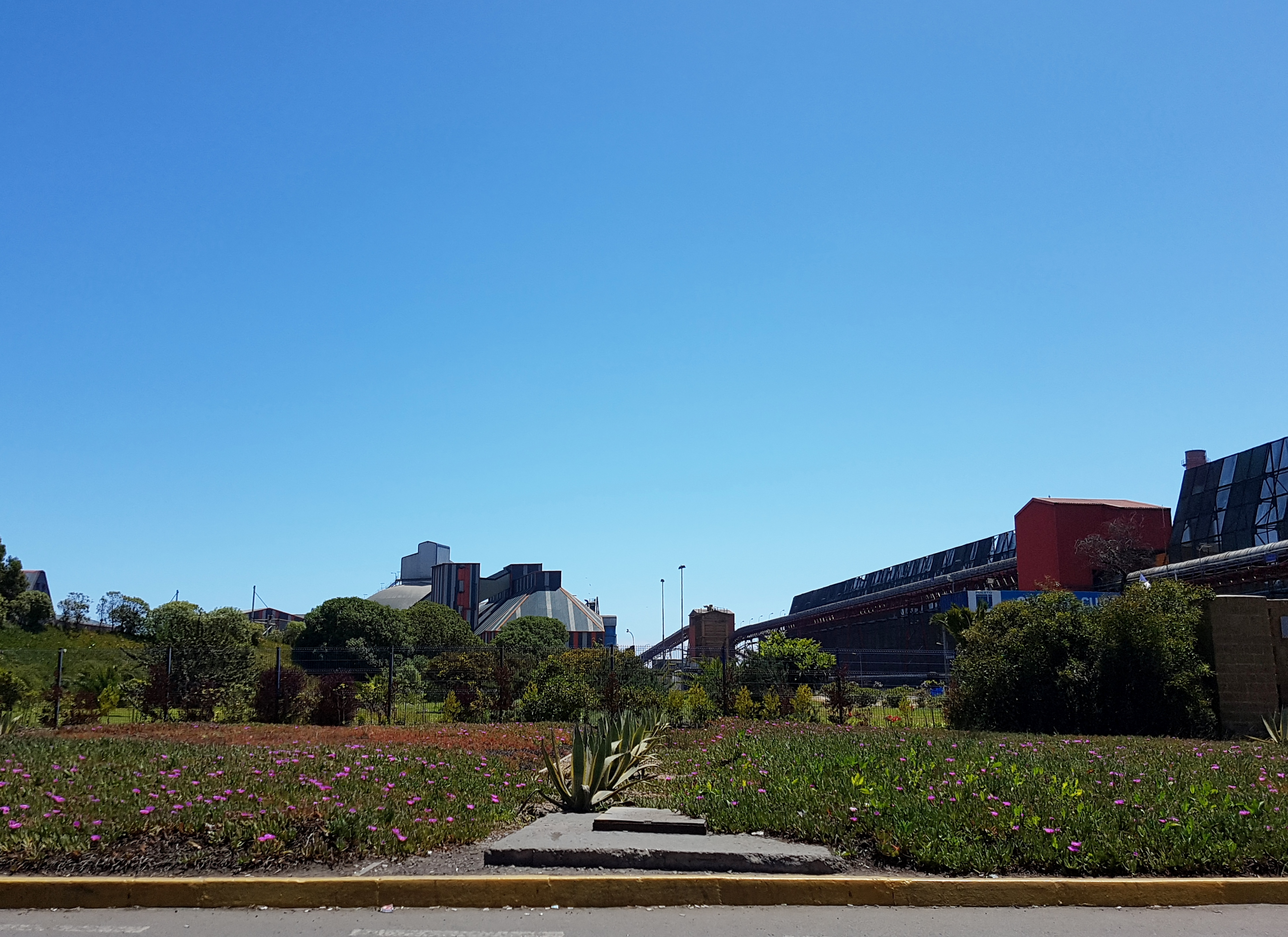
Las Ventanas, Codelco

Según los datos recolectados en el censo del Instituto Nacional de Estadísticas, la comuna posee una superficie de 300 km² y una población de 18 546 habitantes, de los cuales 9118 son mujeres y 9358 hombres.
Puchuncaví acoge al 0,84 % de la población total de la región. Un 14,32 % (1 855 habitantes) corresponde a población rural y un 85,68 % (11 099 habitantes) a población urbana.

### Localidades
Esta comuna se compone de una veintena de localidades o poblados:
- Campiche: dedicada a la agricultura, principalmente a la producción de tomates y otras hortalizas
- Chilicauquén
- El Cardal
- El Rincón
- El Rungue: zona de campo, conocida por el tradicional restaurante El Caballito de Palo
- El Paso
- Horcón: con caleta artesanal y playa nudista
- La Canela
- La Chocota
- La Estancilla
- La Greda
- La Laguna
- La Quebrada
- Las Ventanas: llamado también simplemente Ventanas, cuenta con puerto y la fundición y refinería de Ventanas, inaugurada el 30 de septiembre de 1964; pertenece a Codelco (División Ventanas)
- Los Maquis
- Los Maitenes
- Maitencillo: popular balneario donde se encuentra el Marbella Resort, con su condominio y exclusivo Marbella Country Club, famoso por sus canchas de golf.
- Melosillas
- Potrerillos
- Pucalán: localidad donde la gente se dedica mayormente a la producción de carbón de espino y a la agricultura
- Puchuncaví: pueblo homónimo en donde se encuentra ubicado el municipio, estadio municipal y cementerio de la comuna

## Administración

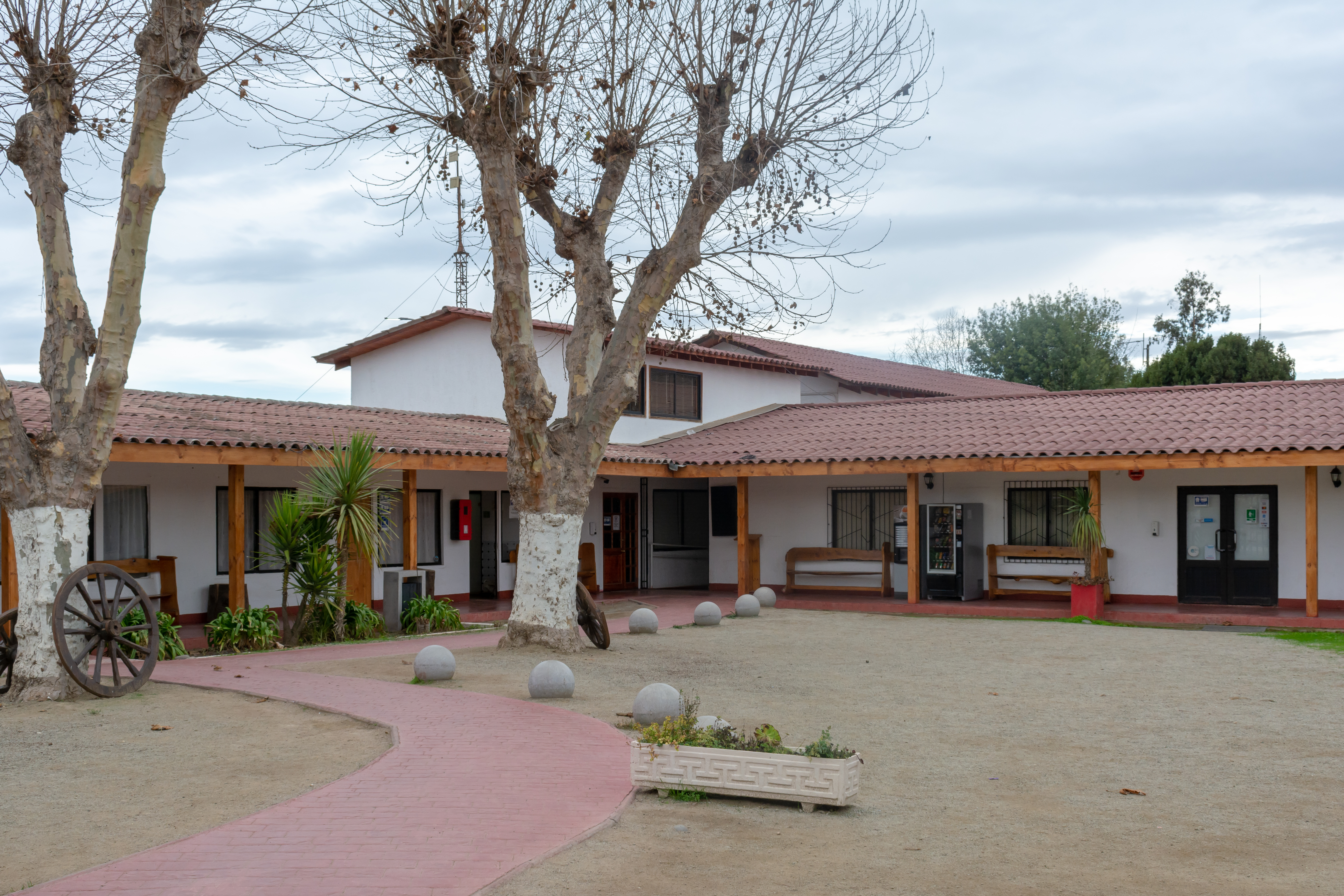
Casa consistorial de la Municipalidad de Puchuncaví.

### Municipalidad
La Municipalidad de Puchuncaví desde 2021 es dirigida por el alcalde Marcos Morales Ureta (Ind./Chile Vamos), mientras que el concejo municipal para el periodo 2024-2028 está conformado por los concejales:
- Andrea Lodi Recabarren (REP)
- Benjamín Angulo Vega (FA)
- Juan Pérez Herrera (UDI)
- Rosa Berríos Lecaros (RN)
- Agustín Valencia García (Ind./DC)
- Juan Peña Bernal (Ind./PS)

### Representación parlamentaria
Puchuncaví forma parte de la circunscripción senatorial VI y del distrito electoral 6. Es representada en la Cámara de Diputados del Congreso Nacional por los siguientes diputados:
- Camila Alejandra Flores Oporto (RN)
- Andrés Longton Herrera (RN)
- Gaspar Alberto Rivas Sánchez (Partido de la Gente)
- Carolina Marzán Pinto (PPD)
- Nelson Venegas Salazar (PS)
- Chiara Barchiesi Chávez (Partido Republicano De Chile)
- Diego Eduardo Ibáñez Cotroneo (Convergencia Social)
- María Francisca Bello Campos (Convergencia Social)

En el Senado, la representan:
- Kenneth Pugh Olavarría (IND - RN)
- Francisco Chahuán Chahuán (RN)
- Ricardo Lagos Weber (PPD)
- Isabel Allende Bussi (PS)
- Juan Ignacio Latorre Riveros (RD)

## Economía
En 2018, la cantidad de empresas registradas en Puchuncaví fue de 421. El Índice de Complejidad Económica (ECI) en el mismo año fue de -0,2, mientras que las actividades económicas con mayor índice de Ventaja Comparativa Revelada (RCA) fueron Venta al por Mayor de Animales Vivos (48,87), Otras Actividades de Manejo de Desperdicios (36,09) y Venta al por Menor de Productos de Panadería y Pastelería (22,72).

## Deportes

### Fútbol
La comuna de Puchuncaví ha tenido a un club participando en los Campeonatos Nacionales de Fútbol en Chile.
- Unión Flor Star de El Rungue (tercera división 2004).

Además, General Velásquez de Puchuncaví (en su condición de reciente campeón regional amateur) participó en la Copa Chile 2010.